# Pelecanoides garnotii
Pelecanoides garnotii là một loài chim trong họ Pelecanoididae.